# 丛林鸫鹛
丛林鸫鹛（学名：Turdoides striata），是画眉科鸫鹛属的一种，分布于印度、孟加拉国、不丹、尼泊尔和巴基斯坦。该物种的保护状况被评为无危。其种加词“striata”意为“有条纹的”。
丛林鸫鹛的平均体重约为71.5克。栖息地包括种植园、亚热带或热带的（低地）湿润疏灌丛、干燥的稀树草原、乡村花园和耕地。